# Borsodszirák
Borsodszirák is een plaats (község) en gemeente in het Hongaarse comitaat Borsod-Abaúj-Zemplén. Borsodszirák telt 1214 inwoners (2001).